# China Open 2000
Il China Open 2000  è stato un torneo di tennis giocato sul cemento. È stata la 4ª edizione del torneo femminile, che fa parte della categoria Tier IV nell'ambito dell'WTA Tour 2000. Il torneo si è giocato a Shanghai in Cina, dal 16 al 22 ottobre 2000.

## Campionesse

### Singolare
Meghann Shaughnessy ha battuto in finale  Iroda Tulyaganova con il punteggio di 7–6(2), 7–5

### Doppio
Lilia Osterloh /  Tamarine Tanasugarn hanno battuto in finale  Rita Grande /  Meghann Shaughnessy con il punteggio di 7–5, 6–1